# Pożyczka lombardowa
Pożyczka lombardowa – pożyczka, która jest udzielana pod zastaw papierów wartościowych oraz wartościowych przedmiotów o charakterze użytkowym, jak biżuteria czy obrazy. Banki udzielają pożyczek lombardowych na okres od 7 dni do 3 miesięcy. Zabezpieczeniem tych pożyczek mogą być bony i książeczki PKO lub blokada środków pieniężnych na rachunkach złotowych i walutowych, ponadto bank przyjmuje kosztowności w postaci wyrobów ze złota i platyny, sztabek złota oraz złotych monet. Od 7 stycznia 2024 r. działalność lombardową reguluje ustawa z dnia 14 kwietnia 2023 r. o konsumenckiej pożyczce lombardowej (Dz.U. z 2023 r. poz. 1285).